# Майр-Крифка, Карин
Карин Майр-Крифка (нем. Karin Mayr-Krifka; род. 4 июня 1971, Санкт-Фалентин, Амштеттен) — австрийская легкоатлетка, специалистка по бегу на короткие дистанции. Выступала за сборную Австрии по лёгкой атлетике в 1994—2005 годах, обладательница бронзовой медали чемпионата мира в помещении, дважды серебряная призёрка чемпионатов Европы в помещении, многократная победительница первенств национального значения, действующая рекордсменка страны в нескольких спринтерских дисциплинах, участница двух летних Олимпийских игр.

## Биография
Карин Майр родилась 4 июня 1971 года в городе Санкт-Фалентин, Австрия. Занималась лёгкой атлетикой в Швехате, выступала за местный одноимённый клуб SV Schwechat.
Впервые заявила о себе на международном уровне в сезоне 1994 года, когда вошла в состав австрийской сборной и выступила в эстафете 4 × 100 метров на чемпионате Европы в Хельсинки.
В 1997 году бежала 60 метров на чемпионате мира в помещении в Париже, в финал не вышла.
В 1998 году стартовала на дистанциях 60 и 200 метров на чемпионате Европы в помещении в Валенсии.
В 2000 году в 60-метровом беге дошла до стадии полуфиналов на чемпионате Европы в помещении в Генте. Благодаря череде успешных выступлений удостоилась права защищать честь страны на летних Олимпийских играх в Сиднее, соревновалась в дисциплинах 100 и 200 метров.
В 2001 году на зимнем чемпионате Австрии в Вене установила ныне действующий национальный рекорд в беге на 60 метров — 7,15, дошла до полуфиналов в дисциплинах 60 и 200 метров на чемпионате мира в помещении в Лиссабоне, бежала 200 метров на чемпионате мира в Эдмонтоне.
В 2002 году на домашнем чемпионате Европы в помещении в Вене стала четвёртой в беге на 60 метров и с ныне действующий национальным рекордом (22,70) завоевала серебряную награду в беге на 200 метров. Позднее на чемпионате Австрии в Линце установила рекорд страны в 200-метровой дисциплине на открытом стадионе (22,70). На чемпионате Европы в Мюнхене остановилась в полуфинале бега на 100 метров, заняла шестое место в беге на 200 метров, выступила в эстафете 4 × 100 метров.
В 2003 году в 60-метровом беге была пятой на чемпионате мира в помещении в Бирмингеме. На летнем чемпионате Австрии в Зальцбурге установила национальный рекорд в дисциплине 100 метров, который до настоящего времени остаётся непревзойдённым — 11,15. Стартовала на дистанциях 100 и 200 метров на чемпионате мира в Париже.
В 2004 году выиграл бронзовую медаль в дисциплине 200 метров на чемпионате мира в помещении в Будапеште. Принимала участие в Олимпийских играх в Афинах, не преодолела предварительные квалификационных забеги на 100 и 200 метров.
В 2005 году в беге на 200 метров стала серебряной призёркой на чемпионате Европы в помещении в Мадриде, выступила на чемпионате мира в Хельсинки.
Завершила спортивную карьеру по окончании сезона 2007 года.
В разное время Майр-Крифка становилась чемпионкой Австрии в беге на 100 метров (1997—2000, 2002, 2003, 2005), беге на 200 метров (1997, 2000, 2002—2005), эстафете 4 × 100 метров (1991—1995, 1997, 1999, 2002, 2004, 2005), эстафете 4 × 400 метров (1992, 1993, 1994), беге на 100 метров с барьерами (1995).